# Saaluse Kõrdsijärv
Saaluse Kõrdsijärv (est. Kõrdsijärv (Saaluse Kõrdsijärv)) – jezioro w Estonii, w prowincji Valgamaa, w gminie Haanja. Należy do pojezierza Haanja (est. Hannja järved). Położone jest na południe od wsi Kallaste. Ma powierzchnię 1,9 ha linię brzegową o długości 534 m, długość 230 m i szerokość 120 m. Sąsiaduje m.in. z jeziorami  Vällämäe Küläjärv, Mäe-Tilga, Mäe-Tilga Kogrõjärv, Tammsaarõ, Üvvärjärv, Puustusjärv. Położone jest na terenie obszaru chronionego krajobrazu Haanja (est. Haanja looduspark). Jezioro zamieszkują m.in.: szczupak, płoć, okoń, lin.